# Odie Armstrong
Odie Armstrong (30 de septiembre de 1981 en Vardaman, Misisipi) es un jugador de fútbol americano, juega en la posición de fullback en los Arizona Rattlers de la Arena Football League. De colegial jugó con NW Oklahoma State.
También ha jugado para los Tulsa Talons y los Orlando Predators en la Arena Football League; y para los California Redwoods en la United Football League.

## Estadísticas UFL
| Temporada | Equipo | N.º | Yds | Avg  | TD | Lg |
| --------- | ------ | --- | --- | ---- | -- | -- |
| 2009      | CAR    | 2   | 24  | 12.0 | 0  | 18 |